# Bistum Die

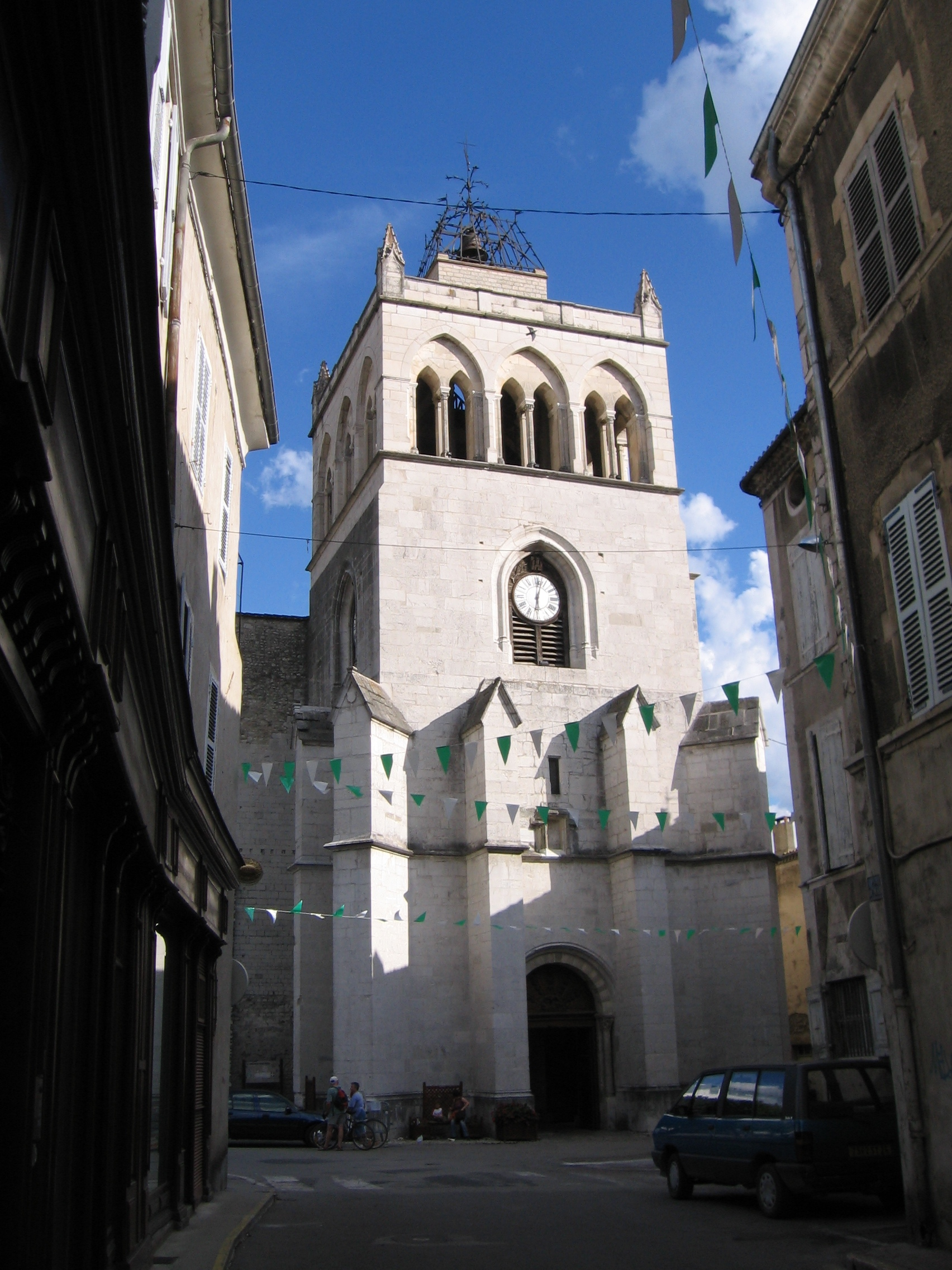
Die Kathedrale Unsere Liebe Frau in Die

Das Bistum Die (lat.: Dioecesis Diensis) war eine in Frankreich gelegene römisch-katholische Diözese mit Sitz in Die. 

## Geschichte
Das Bistum Die wurde im 3. Jahrhundert errichtet. Erster Bischof war Nicaise. Von 1275 bis 1687 wurden das Bistum Die und das Bistum Valence in Personalunion verwaltet. Das Bistum Die war dem Erzbistum Vienne als Suffraganbistum unterstellt. 
Im Jahre 1741 umfasste das Bistum Die etwa 190 Pfarreien.
Am 29. November 1801 wurde das Bistum Die infolge des Konkordates von 1801 durch Papst Pius VII. mit der Päpstlichen Bulle Qui Christi Domini aufgelöst und das Territorium wurde dem Bistum Grenoble angegliedert.